# 共産主義者同盟戦旗派
共産主義者同盟戦旗派（きょうさんしゅぎしゃどうめいせんきは）は、1973年から2004年まで存在した共産同系の日本の新左翼党派の一つ。略称は「共産同戦旗派」「両川派」「西田派」など。

## 概要
1973年6月 「共産主義者同盟戦旗派」は、「共産主義者同盟 (戦旗派)」（荒派、日向派、後の「戦旗・共産同」）から分裂して結成された。指導者は両川敏雄（別名：西田輝）、機関紙は「戦旗」で分裂相手の荒派と同一だが住所が異なる。本部は「戦旗社」で東京都足立区に置き、主に首都圏や山口県や福岡県を活動拠点とした。
共産同戦旗派は、過去にひめゆりの塔事件を起こすなど武闘派の側面をもち、中核派や革労協とともに「三派共闘」を結成、三里塚闘争や反皇室闘争の過程で実力闘争を展開し、ゲリラ事件なども起こしてきた。
1991年頃より、同じブント系党派である「共産主義者同盟 (全国委員会)」（「烽火派」系））と提携関係を結ぶようになり、次第に両者の関係を深めた。2004年4月、両者は統合し、新たに「共産主義者同盟 (統一委員会)」として再出発することになった。

## 年表
- 1973年 「共産主義者同盟 (戦旗派)」（荒派）より分裂して結成
- 1975年 ひめゆりの塔事件
- 1975年 風日祈宮放火事件
- 1987年 木の根団結砦撤去事件
- 2004年 共産主義者同盟 (全国委員会)と合流して共産主義者同盟 (統一委員会)を結成